# Mauro Pérez
Mauro Pérez (Cancún, Quintana Roo; 26 de febrero de 2000) es un futbolista mexicano, juega como Delantero y su actual equipo son los Mineros de Zacatecas de la Liga de Expansión MX.

## Trayectoria
Pasando por diferentes categorías inferiores como Pachuca, Atlético San Luis y el Querétaro FC. Sin poder consolidarse en ninguna de estas tres.

### Venados Fútbol Club
A mediados de 2021 llegó a Venados Fútbol Club, debutando el 27 de julio de 2021 al entrar de cambio por Jorge Enríquez en una derrota de su equipo por 1-2 contra el Club Celaya. Su primer gol fue el 31 de agosto, en una victoria por 2-0 sobre Cimarrones de Sonora.